# Lista siturilor arheologice din județul Cluj - G
Lista siturilor arheologice din județul Cluj - G conține toate siturile arheologice din județul Cluj înscrise în Repertoriul Arheologic Național (RAN) și aflate în localități al căror nume începe cu litera G. RAN este administrat de Ministerul Culturii și Patrimoniului Național și cuprinde date științifice, cartografice, topografice, imagini și planuri, precum și orice alte informații privitoare la zonele cu potențial arheologic, studiate sau nu, încă existente sau dispărute.
Puteți căuta un sit din localitățile care încep cu litera G folosind formularul de mai jos sau puteți naviga prin toate siturile din județ la Lista siturilor arheologice din județul Cluj.
| Cod RAN                                  | Denumire | Localitate                      | Adresă                                | Datare                                    | Descoperit | Coordonate                                      | Imagine           | Erori            |
| ---------------------------------------- | --- | ------------------------------- | ------------------------------------- | ----------------------------------------- | ---------- | ----------------------------------------------- | ----------------- | ---------------- |
| 57911.01.01 (Cod LMI: CJ-I-m-A-07068.01) | Castrul roman și vicus-ul militar de la Gilău - "Avicola" / ansamblu anonim (Categorie: locuire militară) (Tip: Castru)                           | sat Gilău, comuna Gilău         | Avicola                               |                                           |            | 46°45′25″N 23°22′55″E / 46.75681°N 23.38195°E   | Încărcați imagine | Raportați eroare |
| 57911.01.02 (Cod LMI: CJ-I-s-A-07068)    | Castrul roman și vicus-ul militar de la Gilău - "Avicola" / ansamblu anonim (Categorie: locuire militară) (Tip: Așezare)                          | sat Gilău, comuna Gilău         | Avicola                               | Tiszapolgár                               |            | 46°45′25″N 23°22′55″E / 46.75681°N 23.38195°E   | Încărcați imagine | Raportați eroare |
| 57911.01.03 (Cod LMI: CJ-I-s-A-07068)    | Castrul roman și vicus-ul militar de la Gilău - "Avicola" / ansamblu anonim (Categorie: locuire militară) (Tip: vicus)                            | sat Gilău, comuna Gilău         | Avicola                               | sec. II - III d.Hr.                       |            | 46°45′25″N 23°22′55″E / 46.75681°N 23.38195°E   | Încărcați imagine | Raportați eroare |
| 58277.01.01 (Cod LMI: CJ-I-s-A-07053)    | Necropola scitică de la Gădălin - "Dealul Crucii" / ansamblu anonim (Categorie: descoperire funerară) (Tip: Necropolă)                            | sat Gădălin, comuna Jucu        | Dealul Crucii                         | scitică                                   |            | 46°50′19″N 23°50′21″E / 46.83855°N 23.83908°E   | Încărcați imagine | Raportați eroare |
| 57617.01.01 (Cod LMI: CJ-I-m-B-07055.03) | Situl arheologic de la Gheorghieni - "Dealul Cetății" / ansamblu anonim (Categorie: locuire civilă) (Tip: Așezare)                                | sat Gheorghieni, comuna Feleacu | Dealul Cetății                        |                                           |            | 46°43′29″N 23°42′05″E / 46.72467°N 23.70135°E   | Încărcați imagine | Raportați eroare |
| 57617.01.02 (Cod LMI: CJ-I-m-B-07055.02) | Situl arheologic de la Gheorghieni - "Dealul Cetății" / ansamblu anonim (Categorie: locuire civilă) (Tip: Așezare)                                | sat Gheorghieni, comuna Feleacu | Dealul Cetății                        |                                           |            | 46°43′29″N 23°42′05″E / 46.72467°N 23.70135°E   | Încărcați imagine | Raportați eroare |
| 57617.01.03 (Cod LMI: CJ-I-m-B-07055.01) | Situl arheologic de la Gheorghieni - "Dealul Cetății" / ansamblu anonim (Categorie: locuire civilă) (Tip: Așezare fortificată)                    | sat Gheorghieni, comuna Feleacu | Dealul Cetății                        |                                           |            | 46°43′29″N 23°42′05″E / 46.72467°N 23.70135°E   | Încărcați imagine | Raportați eroare |
| 57617.02.01 (Cod LMI: CJ-I-m-B-07056.02) | Situl arheologic de la Gheorghieni - "Pusta Grofului" / ansamblu anonim (Categorie: locuire) (Tip: Așezare)                                       | sat Gheorghieni, comuna Feleacu | Pusta Grofului                        |                                           | 1948       | 46°42′49″N 23°43′23″E / 46.71368°N 23.72318°E   | Încărcați imagine | Raportați eroare |
| 57617.02.02 (Cod LMI: CJ-I-m-B-07056.01) | Situl arheologic de la Gheorghieni - "Pusta Grofului" / ansamblu anonim (Categorie: locuire) (Tip: Necropolă)                                     | sat Gheorghieni, comuna Feleacu | Pusta Grofului                        | sec. X - XIII                             | 1948       | 46°42′49″N 23°43′23″E / 46.71368°N 23.72318°E   | Încărcați imagine | Raportați eroare |
| 57617.03.01 (Cod LMI: CJ-I-s-B-07057)    | Așezarea romană de la Gheorghieni - "Măzăriște" / ansamblu anonim (Categorie: locuire civilă) (Tip: Locuire)                                      | sat Gheorghieni, comuna Feleacu | Măzăriște                             |                                           |            |                                                 | Încărcați imagine | Raportați eroare |
| 55393.01.02 (Cod LMI: CJ-I-m-A-07059.01) | Castrul și așezarea romană de la Gherla - "întreprinderea Sortilem" / ansamblu anonim (Categorie: locuire militară) (Tip: Castru)                 | municipiul Gherla               | Întreprinderea Sortilem               | sec. II - III d.Hr.                       |            | 47°01′24″N 23°53′28″E / 47.02333°N 23.89111°E   | Încărcați imagine | Raportați eroare |
| 55393.01.03 (Cod LMI: CJ-I-m-A-07059.02) | Castrul și așezarea romană de la Gherla - "întreprinderea Sortilem" / ansamblu anonim (Categorie: locuire militară) (Tip: Așezare)                | municipiul Gherla               | Întreprinderea Sortilem               | sec. II - III d.Hr.                       |            | 47°01′24″N 23°53′28″E / 47.02333°N 23.89111°E   | Încărcați imagine | Raportați eroare |
| 55393.01.04 (Cod LMI: CJ-I-m-A-07059.03) | Castrul și așezarea romană de la Gherla - "întreprinderea Sortilem" / ansamblu anonim (Categorie: locuire militară) (Tip: Necropolă)              | municipiul Gherla               | Întreprinderea Sortilem               | sec. II-III d.Hr.                         |            | 47°01′24″N 23°53′28″E / 47.02333°N 23.89111°E   | Încărcați imagine | Raportați eroare |
| 55393.01.01 (Cod LMI: CJ-I-s-A-07059)    | Castrul și așezarea romană de la Gherla - "întreprinderea Sortilem" / ansamblu anonim (Categorie: locuire militară) (Tip: așezare)                | municipiul Gherla               | Întreprinderea Sortilem               | Coțofeni                                  |            | 47°01′24″N 23°53′28″E / 47.02333°N 23.89111°E   | Încărcați imagine | Raportați eroare |
| 55393.01.05 (Cod LMI: CJ-I-s-A-07059)    | Castrul și așezarea romană de la Gherla - "întreprinderea Sortilem" / ansamblu anonim (Categorie: locuire militară) (Tip: Vicus)                  | municipiul Gherla               | Întreprinderea Sortilem               | sec. II-III d.Hr.                         |            | 47°01′24″N 23°53′28″E / 47.02333°N 23.89111°E   | Încărcați imagine | Raportați eroare |
| 55393.03.01 (Cod LMI: CJ-I-s-B-07058)    | Situl arheologic de la Gherla - "Pietriș" / ansamblu anonim (Categorie: locuire civilă) (Tip: Locuire)                                            | municipiul Gherla               | Pietriș                               | Tiszapolgár                               |            | 47°01′18″N 23°55′25″E / 47.02167°N 23.92361°E   | Încărcați imagine | Raportați eroare |
| 55393.03.02 (Cod LMI: CJ-I-s-B-07058)    | Situl arheologic de la Gherla - "Pietriș" / ansamblu anonim (Categorie: locuire civilă) (Tip: Așezare)                                            | municipiul Gherla               | Pietriș                               | Tiszapolgár                               |            | 47°01′18″N 23°55′25″E / 47.02167°N 23.92361°E   | Încărcați imagine | Raportați eroare |
| 55393.03.03 (Cod LMI: CJ-I-s-B-07058)    | Situl arheologic de la Gherla - "Pietriș" / ansamblu anonim (Categorie: locuire civilă) (Tip: Locuire)                                            | municipiul Gherla               | Pietriș                               | Wietenberg                                |            | 47°01′18″N 23°55′25″E / 47.02167°N 23.92361°E   | Încărcați imagine | Raportați eroare |
| 55393.03.04 (Cod LMI: CJ-I-s-B-07058)    | Situl arheologic de la Gherla - "Pietriș" / ansamblu anonim (Categorie: locuire civilă) (Tip: Locuire)                                            | municipiul Gherla               | Pietriș                               |                                           |            | 47°01′18″N 23°55′25″E / 47.02167°N 23.92361°E   | Încărcați imagine | Raportați eroare |
| 55393.03.05 (Cod LMI: CJ-I-s-B-07058)    | Situl arheologic de la Gherla - "Pietriș" / ansamblu anonim (Categorie: locuire civilă) (Tip: Locuire)                                            | municipiul Gherla               | Pietriș                               |                                           |            | 47°01′18″N 23°55′25″E / 47.02167°N 23.92361°E   | Încărcați imagine | Raportați eroare |
| 55393.03.06 (Cod LMI: CJ-I-s-B-07058)    | Situl arheologic de la Gherla - "Pietriș" / ansamblu anonim (Categorie: locuire civilă) (Tip: Locuire)                                            | municipiul Gherla               | Pietriș                               |                                           |            | 47°01′18″N 23°55′25″E / 47.02167°N 23.92361°E   | Încărcați imagine | Raportați eroare |
| 55393.04.01 (Cod LMI: CJ-I-s-A-07059)    | Situl arheologic roman de la Gherla - "Dealul Corobăi" / ansamblu anonim (Categorie: locuire) (Tip: Locuire)                                      | municipiul Gherla               | Dealul Corobăi                        |                                           |            | 47°01′40″N 23°53′15″E / 47.02778°N 23.8875°E    | Încărcați imagine | Raportați eroare |
| 55393.05.01 (Cod LMI: CJ-I-m-B-07060.04) | Situl arheologic de la Gherla - "Lunca" / ansamblu anonim (Categorie: locuire) (Tip: Așezare)                                                     | municipiul Gherla               | Lunca                                 | Iclod                                     |            | 47°03′00″N 23°55′30″E / 47.05°N 23.925°E        | Încărcați imagine | Raportați eroare |
| 55393.05.02 (Cod LMI: CJ-I-m-B-07060.03) | Situl arheologic de la Gherla - "Lunca" / ansamblu anonim (Categorie: locuire) (Tip: Așezare)                                                     | municipiul Gherla               | Lunca                                 |                                           |            | 47°03′00″N 23°55′30″E / 47.05°N 23.925°E        | Încărcați imagine | Raportați eroare |
| 55393.05.03 (Cod LMI: CJ-I-m-B-07060.02) | Situl arheologic de la Gherla - "Lunca" / ansamblu anonim (Categorie: locuire) (Tip: Așezare)                                                     | municipiul Gherla               | Lunca                                 | geto-dacică                               |            | 47°03′00″N 23°55′30″E / 47.05°N 23.925°E        | Încărcați imagine | Raportați eroare |
| 55393.05.04 (Cod LMI: CJ-I-m-B-07060.01) | Situl arheologic de la Gherla - "Lunca" / ansamblu anonim (Categorie: locuire) (Tip: Așezare)                                                     | municipiul Gherla               | Lunca                                 |                                           |            | 47°03′00″N 23°55′30″E / 47.05°N 23.925°E        | Încărcați imagine | Raportați eroare |
| 55393.06.01 (Cod LMI: CJ-I-s-B-07061)    | Așezarea Coțofeni de la Gherla - "Valea Sărată" / ansamblu anonim (Categorie: locuire civilă) (Tip: Așezare)                                      | municipiul Gherla               | Valea Sărată                          | Coțofeni                                  |            | 47°00′19″N 23°54′20″E / 47.00528°N 23.90556°E   | Încărcați imagine | Raportați eroare |
| 55393.06.02 (Cod LMI: CJ-I-s-B-07061)    | Așezarea Coțofeni de la Gherla - "Valea Sărată" / ansamblu anonim (Categorie: locuire civilă) (Tip: Așezare)                                      | municipiul Gherla               | Valea Sărată                          | Iclod                                     |            | 47°00′19″N 23°54′20″E / 47.00528°N 23.90556°E   | Încărcați imagine | Raportați eroare |
| 55393.07.01 (Cod LMI: CJ-I-s-A-07062)    | Drumul roman de la Gherla / ansamblu anonim (Categorie: construcție) (Tip: Drum)                                                                  | municipiul Gherla               |                                       |                                           |            | 47°01′58″N 23°53′33″E / 47.0329°N 23.89242°E    | Încărcați imagine | Raportați eroare |
| 57911.06.01 (Cod LMI: CJ-I-s-B-07063)    | Castrul roman de la Gilău - "Dealul Cetății" / ansamblu anonim (Categorie: locuire militară) (Tip: Castru)                                        | sat Gilău, comuna Gilău         | Dealul Cetății                        | sec.II-III d.Hr.                          |            |                                                 | Încărcați imagine | Raportați eroare |
| 57911.06.02 (Cod LMI: CJ-I-s-B-07063)    | Castrul roman de la Gilău - "Dealul Cetății" / ansamblu anonim (Categorie: locuire militară) (Tip: Așezare)                                       | sat Gilău, comuna Gilău         | Dealul Cetății                        |                                           |            |                                                 | Încărcați imagine | Raportați eroare |
| 57911.06.03 (Cod LMI: CJ-I-s-B-07063)    | Castrul roman de la Gilău - "Dealul Cetății" / ansamblu anonim (Categorie: locuire militară) (Tip: Necropolă)                                     | sat Gilău, comuna Gilău         | Dealul Cetății                        | sec. X - XIII d.Hr.                       |            |                                                 | Încărcați imagine | Raportați eroare |
| 57911.02.01                              | Așezarea neolitică de la Gilău / ansamblu anonim (Categorie: locuire civilă) (Tip: Așezare)                                                       | sat Gilău, comuna Gilău         |                                       | Iclod                                     |            | 46°45′24″N 23°22′53″E / 46.75665°N 23.38151°E   | Încărcați imagine | Raportați eroare |
| 57911.03.01 (Cod LMI: CJ-I-s-A-07065)    | Așezarea fortificată din epoca bronzului de la Gilău - "Groapa lui Puri" / ansamblu anonim (Categorie: locuire civilă) (Tip: Așezare fortificată) | sat Gilău, comuna Gilău         | Groapa lui Puri                       | Sighișoara - Wietenberg                   |            | 46°44′13″N 23°24′00″E / 46.73701°N 23.40005°E   | Încărcați imagine | Raportați eroare |
| 57911.04.01 (Cod LMI: CJ-I-s-A-07066)    | Situl arheologic de la Gilău - "Dâmbul Țiganilor" / ansamblu anonim (Categorie: locuire civilă) (Tip: Așezare)                                    | sat Gilău, comuna Gilău         | Dâmbul Țiganilor                      |                                           |            | 46°44′14″N 23°23′31″E / 46.73716°N 23.39193°E   | Încărcați imagine | Raportați eroare |
| 57911.04.02 (Cod LMI: CJ-I-m-A-07066.01) | Situl arheologic de la Gilău - "Dâmbul Țiganilor" / ansamblu anonim (Categorie: locuire civilă) (Tip: Așezare fortificată)                        | sat Gilău, comuna Gilău         | Dâmbul Țiganilor                      | geto-dacică                               |            | 46°44′14″N 23°23′31″E / 46.73716°N 23.39193°E   | Încărcați imagine | Raportați eroare |
| 57911.05.01 (Cod LMI: CJ-I-s-B-07067)    | Așezarea Latene de la Gilău - "Pădurea Orașului" / ansamblu anonim (Categorie: locuire civilă) (Tip: Așezare)                                     | sat Gilău, comuna Gilău         | Pădurea Orașului                      | geto-dacică                               |            | 46°43′50″N 23°22′57″E / 46.73042°N 23.38252°E   | Încărcați imagine | Raportați eroare |
| 57957.01.03 (Cod LMI: CJ-I-s-B-07054)    | Așezarea de la Gârbău - "Dealul Babii" / ansamblu anonim (Categorie: locuire civilă) (Tip: Așezare)                                               | sat Gârbău, comuna Gârbău       | Dealul Babii                          |                                           |            | 46°48′59″N 23°19′43″E / 46.81632°N 23.32851°E   | Încărcați imagine | Raportați eroare |
| 57957.01.01 (Cod LMI: CJ-I-s-B-07054)    | Așezarea de la Gârbău - "Dealul Babii" / ansamblu anonim (Categorie: locuire civilă) (Tip: Așezare)                                               | sat Gârbău, comuna Gârbău       | Dealul Babii                          | Tiszapolgár                               |            | 46°48′59″N 23°19′43″E / 46.81632°N 23.32851°E   | Încărcați imagine | Raportați eroare |
| 57957.01.02 (Cod LMI: CJ-I-s-B-07054)    | Așezarea de la Gârbău - "Dealul Babii" / ansamblu anonim (Categorie: locuire civilă) (Tip: Așezare)                                               | sat Gârbău, comuna Gârbău       | Dealul Babii                          | Bodrogkeresztur                           |            | 46°48′59″N 23°19′43″E / 46.81632°N 23.32851°E   | Încărcați imagine | Raportați eroare |
| 58339.02.01 (Cod LMI: CJ-I-s-B-07071)    | Așezarea din epoca romană de la Gligorești - "După sat" / ansamblu anonim (Categorie: locuire civilă) (Tip: Locuire)                              | sat Gligorești, comuna Luna     | După sat                              |                                           |            | 46°26′49″N 23°58′19″E / 46.447°N 23.97186°E     | Încărcați imagine | Raportați eroare |
| 58339.03.01                              | Situl arheologic de la Gligorești / ansamblu anonim (Categorie: locuire civilă) (Tip: Așezare)                                                    | sat Gligorești, comuna Luna     |                                       |                                           |            |                                                 | Încărcați imagine | Raportați eroare |
| 58339.03.02                              | Situl arheologic de la Gligorești / ansamblu anonim (Categorie: locuire civilă) (Tip: Așezare)                                                    | sat Gligorești, comuna Luna     |                                       |                                           |            |                                                 | Încărcați imagine | Raportați eroare |
| 58277.02.01                              | Așezarea preistorică de la Gădălin - "Dealul Viilor" / ansamblu anonim (Categorie: locuire civilă) (Tip: Așezare)                                 | sat Gădălin, comuna Jucu        | Dealul Viilor                         |                                           |            |                                                 | Încărcați imagine | Raportați eroare |
| 58277.03.01                              | Așezarea neolitică de la Gădălin - "Manic" / ansamblu anonim (Categorie: locuire civilă) (Tip: Așezare)                                           | sat Gădălin, comuna Jucu        | Manic                                 |                                           |            | 46°49′32″N 23°50′16″E / 46.82557°N 23.83784°E   | Încărcați imagine | Raportați eroare |
| 57957.02.01                              | Așezarea de la Gârbău - "Labul Cioroiului" / ansamblu anonim (Categorie: locuire civilă) (Tip: Așezare)                                           | sat Gârbău, comuna Gârbău       | Labul Cioroiului                      | Tiszapolgár                               |            | 46°49′49″N 23°20′21″E / 46.83039°N 23.33919°E   | Încărcați imagine | Raportați eroare |
| 57957.03.01                              | Așezarea de la Gârbău - "Valea Șardului" / ansamblu anonim (Categorie: locuire civilă) (Tip: Așezare)                                             | sat Gârbău, comuna Gârbău       | Valea Șardului                        | Petrești                                  |            | 46°49′53″N 23°21′20″E / 46.83138°N 23.35569°E   | Încărcați imagine | Raportați eroare |
| 57957.04.01                              | Așezarea de la Gârbău - "La Față" / ansamblu anonim (Categorie: locuire civilă) (Tip: Așezare)                                                    | sat Gârbău, comuna Gârbău       | La Față                               | Starčevo - Criș                           |            | 46°49′22″N 23°20′19″E / 46.82279°N 23.3385°E    | Încărcați imagine | Raportați eroare |
| 57957.05.01                              | Așezarea de la Gârbău - "Labul Izvorului" / ansamblu anonim (Categorie: locuire civilă) (Tip: Așezare)                                            | sat Gârbău, comuna Gârbău       | Labul Izvorului                       | Iclod                                     |            |                                                 | Încărcați imagine | Raportați eroare |
| 58339.04.01                              | Așezarea neolitică de la Gligorești - "Cetatea Păgână" / ansamblu anonim (Categorie: locuire civilă) (Tip: Așezare)                               | sat Gligorești, comuna Luna     | Cetatea Păgână                        | Petrești                                  |            | 46°27′23″N 23°58′06″E / 46.45638°N 23.96835°E   | Încărcați imagine | Raportați eroare |
| 58339.05.01 (Cod LMI: CJ-I-s-B-07070)    | Situl arheologic de la Gligorești - "Holoame" / ansamblu anonim (Categorie: locuire civilă) (Tip: Așezare)                                        | sat Gligorești, comuna Luna     | Holoame                               | Cluj - Cheile Turzii - Lumea Nouă - Iclod |            |                                                 | Încărcați imagine | Raportați eroare |
| 58339.05.02 (Cod LMI: CJ-I-s-B-07070)    | Situl arheologic de la Gligorești - "Holoame" / ansamblu anonim (Categorie: locuire civilă) (Tip: Așezare)                                        | sat Gligorești, comuna Luna     | Holoame                               | sec. I - III                              |            |                                                 | Încărcați imagine | Raportați eroare |
| 58339.05.03 (Cod LMI: CJ-I-s-B-07070)    | Situl arheologic de la Gligorești - "Holoame" / ansamblu anonim (Categorie: locuire civilă) (Tip: Așezare)                                        | sat Gligorești, comuna Luna     | Holoame                               | Basarabi                                  |            |                                                 | Încărcați imagine | Raportați eroare |
| 58339.05.04 (Cod LMI: CJ-I-s-B-07070)    | Situl arheologic de la Gligorești - "Holoame" / ansamblu anonim (Categorie: locuire civilă) (Tip: Așezare)                                        | sat Gligorești, comuna Luna     | Holoame                               |                                           |            |                                                 | Încărcați imagine | Raportați eroare |
| 58339.05.05 (Cod LMI: CJ-I-s-B-07070)    | Situl arheologic de la Gligorești - "Holoame" / ansamblu anonim (Categorie: locuire civilă) (Tip: Așezare)                                        | sat Gligorești, comuna Luna     | Holoame                               | Coțofeni                                  |            |                                                 | Încărcați imagine | Raportați eroare |
| 55650.01.01                              | Așezarea neolitică de la Ghirolt - "Fundătură" / ansamblu anonim (Categorie: locuire civilă) (Tip: Așezare)                                       | sat Ghirolt, comuna Aluniș      | Fundătura                             |                                           |            | 47°02′59″N 23°47′07″E / 47.04962°N 23.78515°E   | Încărcați imagine | Raportați eroare |
| 57911.07.01 (Cod LMI: CJ-I-s-A-07064)    | Așezările neolitice de la Gilău - "Dealul Borzaș" / ansamblu anonim (Categorie: locuire civilă) (Tip: Așezare)                                    | sat Gilău, comuna Gilău         | Dealul Borzaș                         | Iclod                                     |            | 46°46′06″N 23°22′13″E / 46.76834°N 23.37027°E   | Încărcați imagine | Raportați eroare |
| 55393.08.01                              | Așezarea de la Gherla - "Dealul Sf. Anton" / ansamblu anonim (Categorie: locuire civilă) (Tip: Așezare)                                           | municipiul Gherla               | Dealul Sf. Anton                      | Iclod                                     |            | 47°00′52″N 23°53′32″E / 47.01445°N 23.89222°E   | Încărcați imagine | Raportați eroare |
| 55393.09.01                              | Situl arheologic de la Gherla - "Dealul Coasta Gherlii" / ansamblu anonim (Categorie: locuire civilă) (Tip: Așezare)                              | municipiul Gherla               | Dealul Coasta Gherlii                 | Iclod                                     |            | 47°02′54″N 23°54′26″E / 47.04833°N 23.90722°E   | Încărcați imagine | Raportați eroare |
| 55393.09.02                              | Situl arheologic de la Gherla - "Dealul Coasta Gherlii" / ansamblu anonim (Categorie: locuire civilă) (Tip: așezare)                              | municipiul Gherla               | Dealul Coasta Gherlii                 | Gáva - III                                |            | 47°02′54″N 23°54′26″E / 47.04833°N 23.90722°E   | Încărcați imagine | Raportați eroare |
| 55393.10.01                              | Așezare neolitică la Gherla - "Podul Someșului" / ansamblu anonim (Categorie: locuire civilă) (Tip: Așezare)                                      | municipiul Gherla               | Podul Someșului                       | Iclod                                     |            |                                                 | Încărcați imagine | Raportați eroare |
| 57617.05.01 (Cod LMI: CJ-II-m-B-07622)   | Biserica medievală de la Gheorghieni / ansamblu anonim (Categorie: structură de cult/religioasă) (Tip: Biserică)                                  | sat Gheorghieni, comuna Feleacu | 280                                   | sec. XV                                   |            |                                                 | Încărcați imagine | Raportați eroare |
| 55393.13.01 (Cod LMI: CJ-II-m-B-07658)   | Cetatea Martinuzzi de la Gherla / ansamblu Cetatea Martinuzzi (Categorie: locuire civilă) (Tip: Cetate)                                           | municipiul Gherla               | str. Mureșanu Andrei                  | sec. XVI                                  |            |                                                 | Încărcați imagine | Raportați eroare |
| 57911.08.01 (Cod LMI: CJ-II-a-B-07673)   | Castelul Wass - Banffy - Barcsay de la Gilău / ansamblu Castelul Wass - Banffy - Barcsay (Categorie: construcție) (Tip: Castel)                   | sat Gilău, comuna Gilău         | str. Principală                       | sec. XVI                                  |            | 46°45′25″N 23°22′57″E / 46.756842°N 23.382392°E | Încărcați imagine | Raportați eroare |
| 57911.08.02 (Cod LMI: CJ-II-a-B-07673)   | Castelul Wass - Banffy - Barcsay de la Gilău / ansamblu anonim (Categorie: construcție) (Tip: Parc)                                               | sat Gilău, comuna Gilău         | str. Principală                       | sec. XVI                                  |            | 46°45′25″N 23°22′57″E / 46.756842°N 23.382392°E | Încărcați imagine | Raportați eroare |
| 57911.09                                 | Situl arheologic de la Gilău - "Biserica reformată" / ansamblu anonim (Categorie: locuire)                                                        | sat Gilău, comuna Gilău         | Biserica reformată                    |                                           |            |                                                 | Încărcați imagine | Raportați eroare |
| 57911.09.01                              | Situl arheologic de la Gilău - "Biserica reformată" / ansamblu anonim (Categorie: locuire) (Tip: Clădire)                                         | sat Gilău, comuna Gilău         | Biserica reformată                    |                                           |            |                                                 | Încărcați imagine | Raportați eroare |
| 57911.09.02                              | Situl arheologic de la Gilău - "Biserica reformată" / ansamblu anonim (Categorie: locuire) (Tip: Mormânt)                                         | sat Gilău, comuna Gilău         | Biserica reformată                    |                                           |            |                                                 | Încărcați imagine | Raportați eroare |
| 57911.10.01                              | Situl arheologic de la Gilău - str. Cimitirului f.n. / ansamblu anonim (Categorie: locuire) (Tip: neprecizat)                                     | sat Gilău, comuna Gilău         | str. Cimitirului f.n.                 |                                           |            | 46°45′37″N 23°23′21″E / 46.76034°N 23.3893°E    | Încărcați imagine | Raportați eroare |
| 57911.10.02                              | Situl arheologic de la Gilău - str. Cimitirului f.n. / ansamblu anonim (Categorie: locuire) (Tip: neprecizat)                                     | sat Gilău, comuna Gilău         | str. Cimitirului f.n.                 |                                           |            | 46°45′37″N 23°23′21″E / 46.76034°N 23.3893°E    | Încărcați imagine | Raportați eroare |
| 57911.10.03                              | Situl arheologic de la Gilău - str. Cimitirului f.n. / ansamblu anonim (Categorie: locuire) (Tip: neprecizat)                                     | sat Gilău, comuna Gilău         | str. Cimitirului f.n.                 |                                           |            | 46°45′37″N 23°23′21″E / 46.76034°N 23.3893°E    | Încărcați imagine | Raportați eroare |
| 57617.04.01                              | Situl arheologic de la Gheorghieni - "Valea Mare" / ansamblu anonim (Categorie: locuire civilă) (Tip: necropola birituală)                        | sat Gheorghieni, comuna Feleacu | Valea Mare                            |                                           |            | 46°44′03″N 23°42′18″E / 46.73417°N 23.705°E     | Încărcați imagine | Raportați eroare |
| 57617.04.01                              | Situl arheologic de la Gheorghieni - "Valea Mare" / complex anonim (Categorie: locuire civilă) (Tip: mormânt de incinerație)                      | sat Gheorghieni, comuna Feleacu | Valea Mare                            |                                           |            | 46°44′03″N 23°42′18″E / 46.73417°N 23.705°E     | Încărcați imagine | Raportați eroare |
| 57617.04.01                              | Situl arheologic de la Gheorghieni - "Valea Mare" / complex anonim (Categorie: locuire civilă) (Tip: mormânt de inhumație)                        | sat Gheorghieni, comuna Feleacu | Valea Mare                            |                                           |            | 46°44′03″N 23°42′18″E / 46.73417°N 23.705°E     | Încărcați imagine | Raportați eroare |
| 57617.04.02                              | Situl arheologic de la Gheorghieni - "Valea Mare" / ansamblu anonim (Categorie: locuire civilă) (Tip: așezare)                                    | sat Gheorghieni, comuna Feleacu | Valea Mare                            |                                           |            | 46°44′03″N 23°42′18″E / 46.73417°N 23.705°E     | Încărcați imagine | Raportați eroare |
| 57617.04.03                              | Situl arheologic de la Gheorghieni - "Valea Mare" / ansamblu anonim (Categorie: locuire civilă) (Tip: așezare)                                    | sat Gheorghieni, comuna Feleacu | Valea Mare                            | sec. VIII - XIII d.Hr.                    |            | 46°44′03″N 23°42′18″E / 46.73417°N 23.705°E     | Încărcați imagine | Raportați eroare |
| 55393.49                                 | Statuie menhir din epoca bronzului de la Gherla - "Ferma Perint" (Categorie: locuire) (Tip: locuire)                                              | municipiul Gherla               | Ferma Perint                          |                                           |            |                                                 | Încărcați imagine | Raportați eroare |
| 55393.02.01                              | Locuire eneolitică la Gherla - "Centrul orașului" / ansamblu anonim (Categorie: locuire) (Tip: Locuire)                                           | municipiul Gherla               | Centrul orașului                      | Iclod                                     |            |                                                 | Încărcați imagine | Raportați eroare |
| 55393.50.01                              | Drumul secundar (alee) de la Bunești - "La grajduri" / ansamblu anonim (Categorie: construcție) (Tip: Drum)                                       | municipiul Gherla               | La grajduri                           |                                           |            |                                                 | Încărcați imagine | Raportați eroare |
| 55393.18.01 (Cod LMI: CJ-II-a-A-07623)   | Centrul istoric de la Gherla (Armenopolis) / ansamblu anonim (Categorie: locuire) (Tip: așezare)                                                  | municipiul Gherla               | Centrul medieval Gherla (Armenopolis) | sec. XVIII                                |            |                                                 | Încărcați imagine | Raportați eroare |
| 57617.06.01                              | Situl arheologic la Gheorghieni - "Pădurea Gheorgieni" / ansamblu anonim (Categorie: locuire) (Tip: așezare)                                      | sat Gheorghieni, comuna Feleacu | Pădurea Gheorgieni                    | Coțofeni                                  |            |                                                 | Încărcați imagine | Raportați eroare |
| 57617.06.02                              | Situl arheologic la Gheorghieni - "Pădurea Gheorgieni" / ansamblu anonim (Categorie: locuire) (Tip: Locuire)                                      | sat Gheorghieni, comuna Feleacu | Pădurea Gheorgieni                    |                                           |            |                                                 | Încărcați imagine | Raportați eroare |
| 55650.02.01                              | Așezarea preistorică de la Ghirolt / ansamblu anonim (Categorie: locuire) (Tip: așezare)                                                          | sat Ghirolt, comuna Aluniș      |                                       |                                           |            | 47°03′00″N 23°47′27″E / 47.04995°N 23.79084°E   | Încărcați imagine | Raportați eroare |
| 57911.11.01                              | Așezarea neolitică de la Gilău - Chister / ansamblu anonim (Categorie: locuire) (Tip: așezare)                                                    | sat Gilău, comuna Gilău         | Chister                               |                                           |            | 46°44′19″N 23°24′23″E / 46.73861°N 23.40636°E   | Încărcați imagine | Raportați eroare |
| 57911.12.01                              | Așezarea eneolitică de la Gilău - Pârâul Căpuș / ansamblu anonim (Categorie: locuire) (Tip: așezare)                                              | sat Gilău, comuna Gilău         | Pârâul Căpuș                          |                                           |            | 46°45′43″N 23°22′50″E / 46.76181°N 23.38062°E   | Încărcați imagine | Raportați eroare |
| 57911.13.01                              | Așezarea din epoca bronzului de la Gilău - Borzaș / ansamblu anonim (Categorie: locuire) (Tip: așezare)                                           | sat Gilău, comuna Gilău         | Borzaș                                |                                           |            | 46°46′09″N 23°22′15″E / 46.7691°N 23.37081°E    | Încărcați imagine | Raportați eroare |
| 57911.14.01                              | Așezarea din epoca bronzului de la Gilău - Budulău / ansamblu anonim (Categorie: locuire) (Tip: așezare)                                          | sat Gilău, comuna Gilău         | Budulău                               |                                           |            | 46°46′28″N 23°21′39″E / 46.77442°N 23.36095°E   | Încărcați imagine | Raportați eroare |
| 58339.01.01                              | Așezarea de la Gligorești - "În spatele gării" / ansamblu anonim (Categorie: locuire civilă) (Tip: Așezare)                                       | sat Gligorești, comuna Luna     | În spatele gării                      | Coțofeni                                  |            | 46°26′33″N 23°59′36″E / 46.44242°N 23.99344°E   | Încărcați imagine | Raportați eroare |
| 58339.01.02                              | Așezarea de la Gligorești - "În spatele gării" / ansamblu anonim (Categorie: locuire civilă) (Tip: Așezare)                                       | sat Gligorești, comuna Luna     | În spatele gării                      |                                           |            | 46°26′33″N 23°59′36″E / 46.44242°N 23.99344°E   | Încărcați imagine | Raportați eroare |
| 58339.01.03                              | Așezarea de la Gligorești - "În spatele gării" / ansamblu anonim (Categorie: locuire civilă) (Tip: Așezare)                                       | sat Gligorești, comuna Luna     | În spatele gării                      | geto-dacică                               |            | 46°26′33″N 23°59′36″E / 46.44242°N 23.99344°E   | Încărcați imagine | Raportați eroare |
| 58339.01.04                              | Așezarea de la Gligorești - "În spatele gării" / ansamblu anonim (Categorie: locuire civilă) (Tip: Așezare)                                       | sat Gligorești, comuna Luna     | În spatele gării                      |                                           |            | 46°26′33″N 23°59′36″E / 46.44242°N 23.99344°E   | Încărcați imagine | Raportați eroare |